# The Mockingbird
The Mockingbird est un album de John Zorn joué par le Gnostic Trio dont c'est le sixième album. John Zorn signe les pièces, les arrangements et dirige le groupe. Les compositions sont inspirées par le roman de la romancière américaine Harper Lee, Ne tirez pas sur l'oiseau moqueur (titre original : To Kill a Mockingbird).

## Titres
| No | Titre           | Durée |
| -- | --------------- | ----- |
| 1. | Scout           | 4:14  |
| 2. | Riverrun        | 4:37  |
| 3. | Child's Play    | 5:07  |
| 4. | Porch Swing     | 4:55  |
| 5. | Innocence       | 7:14  |
| 6. | Pegasus         | 4:18  |
| 7. | A Mystery       | 7:04  |
| 8. | The Mockingbird | 5:46  |

## Personnel
- Carol Emanuel - harpe
- Bill Frisell - guitare
- Kenny Wollesen - vibraphone, chimes